# Paradisio
Paradisio es una banda belga-española de eurodance, formada en 1994.
El sencillo Bailando fue un éxito durante 1996, logrando ocupar los primeros lugares en las listas musicales de Bélgica, Francia, España, Italia, Dinamarca, Noruega, Suecia y Finlandia. Tan solo en Francia vendió más de 550.000 copias. En Noruega y Suecia se le concedió el disco de platino. En 1997 publicaron su primer y único álbum oficial llamado Paradisio, del cual se extrajeron 5 sencillos entre los años 1996 y 1998. 
Después de que Marisa abandonara el grupo debido a problemas con la compañía discográfica, que se declaró en quiebra, Paradisio volvió con una nueva cantante en 1999 y editaron un sencillo titulado La samba del diablo.
Así siguió cambiando de cantantes sin conseguir éxito alguno hasta que en 2003, la banda se disolvió. 
En el verano de 2009 el grupo volvió a los escenarios con la hispano-italiana Shelby Díaz, y una remezcla de Bailando bajo el nombre Bailando me dices adiós.
A finales del 2017 Shelby Diaz se ausenta de las redes sociales de Paradisio, dando Patrick Samoy a conocer en 2018 que Shelby decidió emprender nuevos proyectos y sale de la agrupación, dando la entrada a Irina Sanchez como la nueva vocalista. En marzo de 2019, Irina deja el grupo y lanza su carrera como solista.
A más de un año de la salida de Irina, 7 de abril de 2020 el Facebook oficial de Paradisio da la bienvenida a Raquel Rodriguez Rodgers, como nueva vocalista.

## Carrera
En 1995, Marisa se une a la banda musical belga de eurodance llamada Paradisio de la mano de Patrick Samoy y Luc Rigaux de la Unity MixerAFame. Graba su primera canción con Paradisio titulada Un clima ideal en 1995 y se convierte, a partir de ese momento en la vocalista del grupo. Era conocida por sus coloridos vestidos y pelucas (generalmente rosas o azules) que utilizaba en sus conciertos en vivo y en los vídeos musicales. 
En 1996 edita el sencillo más exitoso de la banda, Bailando. Únicamente lanzó un álbum con ellos llamado Paradisio, en 1997, del cual se extrajeron 5 sencillos. En 1998, el álbum se lanzó en Rusia y Japón con una portada diferente. Finalmente, en 1999 abandona la banda por problemas con la compañía discográfica.
Bailando fue el primer sencillo lanzado en 1996 en Bélgica donde fue un éxito instantáneo y, ya para 1997, se había convertido en el éxito del verano de muchos países de Europa. Alcanzó el número 1 en 5 países, Dinamarca, Noruega, Suecia, Finlandia e Italia. También fue top ten en España, Francia y Bélgica. Fue certificado en Noruega y Suecia como doble y triple platino, respectivamente, por sus altas ventas. En Francia vendió alrededor de 550.000 copias. Se lanzó un vídeo musical en 1996 para Europa, y en 1998 se lanzó una nueva versión del vídeo para Estados Unidos.
Bandolero fue el segundo sencillo lanzado a finales de 1996 solo en Bélgica donde fue top 25. El sencillo no fue tan exitoso como el primero, pero mantuvo la popularidad del grupo en dicho país. En 1998 fue relanzado en el resto de Europa como cuarto sencillo y tuvo buena aceptación en países como Italia y Francia. La canción cuenta con un vídeo musical.
Vamos a la discoteca fue lanzado como tercer sencillo a mediados de 1997 en toda Europa. El sencillo es el segundo más exitoso de la agrupación siendo top 10 en cuatro países, Noruega, Suecia, Finlandia e Italia. También fue top 20 en Bélgica y Francia. Como dato curioso, la canción ya había sido lanzada en 1994 por Paradisio con otro nombre, Un clima ideal y con otra melodía. La versión de 1997, llamada Vamos a la discoteca, cuenta con un vídeo musical.
Dime cómo fue lanzado a finales de 1997 en toda Europa. El tema es una mezcla de dance con ritmos latinos. El sencillo falló en los charts europeos, solo entró a la posición 36 de Suecia. El vídeo musical fue grabado en un pueblo al estilo de los vaqueros e incluye pasos de flamenco.
Paseo fue el quinto y último sencillo lanzado a mediados de 1998 en toda Europa. El sencillo, al igual que Dime cómo, falló en los charts europeos, solo entró a la posición 51 de Suecia. La canción cuenta con un vídeo musical.

## Integrantes
- Patrick Samoy (compositor y productor desde 1995 y hasta 2001).
- Luc Rigaux (coproductor desde 1995 y hasta 1998).
- María Isabel García (cantante española desde 1995 y hasta 1998).
- Sandra Degregorio (cantante desde 1999 y hasta 2001).
- María del Río (cantante en 2002).
- Shelby Díaz (cantante hispano-italiana desde 2009 hasta 2018).
- Irina Sánchez (cantante desde 2018 hasta 2019)
- Raquel Rodriguez Rodgers (cantante desde el 7 de abril de 2020)

## Discografía

### Álbum
- Paradisio (1997).

### Charts del álbum
| Charts (1997) | Mejor posición |
| ------------- | -------------- |
| Finlandia     | 18             |
| Suecia        | 54             |

### Sencillos
- Un clima ideal (1995).
- Bailando (1996).
- Bandolero (1996).
- Vamos a la discoteca (1997).
- Dime cómo (1997).
- Paseo (1998).
- Samba del diablo (1999).
- La Propaganda (2000).
- Vamos a la discoteca 2001 (con Alexandra, 2001).
- Luz de la Luna (2003).
- Bailando me dices adiós (2009).

### Sencillos en listas
| Año  | Título                 | Mejores posiciones en listas | Mejores posiciones en listas | Mejores posiciones en listas | Mejores posiciones en listas | Mejores posiciones en listas | Mejores posiciones en listas | Mejores posiciones en listas | Mejores posiciones en listas | Mejores posiciones en listas | Mejores posiciones en listas | Certificaciones      | Álbum               |
| Año  | Título                 | BEL (Fla)                    | BEL (Val)                    | DIN                          | ESP                          | FRA                          | FIN                          | HOL                          | ITA                          | NOR                          | SUE                          | Certificaciones      | Álbum               |
| ---- | ---------------------- | ---------------------------- | ---------------------------- | ---------------------------- | ---------------------------- | ---------------------------- | ---------------------------- | ---------------------------- | ---------------------------- | ---------------------------- | ---------------------------- | -------------------- | ------------------- |
| 1995 | «Un Clima Ideal»       | 42                           | 17                           | —                            | —                            | —                            | —                            | —                            | —                            | —                            | —                            |                      | Sencillo sin álbum  |
| 1996 | «Bailando»             | 2                            | 8                            | 1                            | 9                            | 4                            | 1                            | 25                           | 3                            | 1                            | 1                            | - Noruega: - Suecia: | Paradisio           |
| 1996 | «Bandolero»            | 19                           | 21                           | —                            | —                            | 92                           | —                            | —                            | 14                           | —                            | —                            |                      | Paradisio           |
| 1997 | «Vamos a la discoteca» | 20                           | 18                           | —                            | —                            | 18                           | 3                            | —                            | 9                            | 6                            | 3                            |                      | Paradisio           |
| 1997 | «Dime cómo»            | —                            | —                            | —                            | —                            | —                            | —                            | —                            | —                            | —                            | 36                           |                      | Paradisio           |
| 1998 | «Paseo»                | —                            | —                            | —                            | —                            | —                            | —                            | —                            | —                            | —                            | 51                           |                      | Paradisio           |
| 1999 | «Samba Del Diablo»     | 59                           | —                            | —                            | —                            | —                            | —                            | —                            | —                            | —                            | —                            |                      | Sencillos sin álbum |
| 2003 | «Luz de la Luna»       | 66                           | —                            | —                            | —                            | —                            | —                            | —                            | —                            | —                            | —                            |                      | Sencillos sin álbum |